# Wayne Broun

Familienwappen der Broun Baronets, of Colstoun

Sir Wayne Hercules Broun, 14. Baronet (* 23. Januar 1952 in Inverell, New South Wales, Australien) ist ein in Australien lebender schottischer Clan Chief.
Er ist der älteste Sohn des Hulance Haddington Broun (1919–2001) und der Joy Maud Stack († 1996).
Er besuchte die Sydney Grammar School in Sydney. Er diente beim australischen Militär und erreichte den Rang eines Lieutenant beim 5th Battalion des Royal Australian Regiment.
Beim Tod seines Großonkels Sir William Windsor Broun, 13. Baronet (1917–2007), erbte er am 17. März 2007 den 1686 geschaffenen schottischen Adelstitel eines Baronet, of Coulston in the County of Haddington. Er ist seither auch 30. Chief des Clan Broun.
1976 heiratete er in erster Ehe Anna Marie Paolucci. Mit ihr hat er eine Tochter und einen Sohn. Die Ehe wurde 1998 geschieden. 2001 heiratete er in zweiter Ehe, Caroline Mary Lavender. Mit ihr hat er eine Tochter.